# Кубанин, Андрей Анатольевич
Андрей Анатольевич Кубанин (1949—1999) — зоолог,  специалист по фауне и систематике мшанок, экологический активист.

## Биография
В 1972 году окончил кафедру зоологии беспозвоночных биолого-почвенного факультета МГУ. После окончания аспирантуры в МГУ, работал в Институте биологии моря ДВО АН СССР во Владивостоке. В 1984 году защитил кандидатскую диссертацию по теме «Морские мшанки (класс Gymnolaemata) и их участие в обрастании судов в северо-западной части Японского моря».
Описал ряд новых таксонов мшанок. Часть его коллекции передана в Зоологический музей МГУ.
После смерти А. А. Кубанина опубликована его теоретическая статья по таксономии «Анализ основных принципов номенклатуры высших таксонов на примере Bryozoa», которую активно использовал И. Я. Павлинов в своей обобщающей монографии по принципам систематики.

### Экологический активист
В студенческие годы активист Дружины охраны природы биолого-почвенного факультета МГУ. С марта 1970 вместе с С. Забелиным и Р. Салимовым вошёл состав штаба Дружины. Многократно участвовал в задержании браконьеров, при этом прекрасно знал природоохранное законодательство, цитировал его наизусть. В шуточном «Словаре дружинника» есть термин «кубаниотропизм» (свойство любого документа, имеющего хоть малейшее отношение к охране природы, оказываться у Андрея Кубанина в портфеле или дома). В 1972 году вместе со Святославом Забелиным и Виктором Зубакиным был избран Почётным членом Дружины. В 1973 году вошел в сформированный по инициативе Светослава Забелина Молодежный Совет по охране природы МГУ. 
В 1988 году участвовал в создании первого в Приморском крае экологического объединения — Общества экологических действий. Вошёл Совет Общества вместе с Юрием Кашуком, депутатом краевого совета Анатолием Лебедевым и врачом Людмилой Хакимовой. Общество было призвано способствовать экологически продуманному развитию энергетики и лесопользования в крае. 
24 декабря 1988 года стал одним из основателей международного Социально-экологического союза.
7 июля 1995 года зарегистрировал Приморский Краевой Общественный Фонд Содействия Экологическим Инициативам «Эко-Логос» по адресу город Владивосток, улица Чапаева, дом 14, квартира 107. В то время единственный представитель международного Социально-Экологического Союза в Приморье.
На первых этапах дела Григория Пасько Андрей Кубанин приложил максимум усилий, чтобы привлечь к нему внимание отечественной и международной прессы и общественности. Его называют «центром организации кампании в защиту Владивостокского военного журналиста». Продолжал бороться за свободу Пасько, будучи тяжело больным (см. Необходимое дополнение к Пресс-бюллетеню от 21 февраля 1999 г).

## Семья
- Жена — [12].

## Описанные таксоны
- Cryptosula zavjalovensis[швед.] Kubanin, 1976,
- Amathia rudis[швед.] Kubanin, 1992,
- Crassicaula Kubanin, 1992 (Amathia subgen.)
- Mimosella radicata[швед.] Kubanin, 1992
- Walkeria prorepens[швед.] Kubanin, 1992

## Таксоны, описанные в его честь
- Kubaninella relicta[швед.] Grischenko & Mawatari[яп.], 2002[13]

## Научные труды

### Книги
- Зевина Г. Б., Карпов В. А., Полтаруха О. П., Чаплыгина С. Ф., Кубанин А. А., Никулина Е. А., Резниченко О. Г., Солдатова И. Н., Цихон-Лукина Е. А., Рогинская И. С. Каталог фауны обрастания в Мировом Океане. Том 1. Усоногие раки, гидроиды, мшанки, моллюски. 2004. 219 с. ISBN 5-87317-166-1.

### Статьи
- Кубанин А.А., 1977. Актуальные проблемы организации малых форм заповедного фонда, В кн. Охрана природы и рациональное использование природных ресурсов Московской области, М, МФГО СССР, стр. 121 - 124.
- Кубанин А. А. Мшанки Bryozoa // В кн.: А. Д. Наумов, А. В. Оленев. Зоологические экскурсии на Белом море. Л.: изд. ЛГУ, 1981.
- Кубанин, А. А. Мшанки обрастания судов прибрежного и портового плавания в северо-западной части Японского моря. // Биологические исследования бентоса и обрастания в Японском море. - Владивосток, 1991. - С. 120-136
- Кубанин А.А. Мшанки отряда Cheilostomata залива Петра Великого Японского моря // Обрастания в Японском и Охотском морях. Владивосток: ДВНЦ АН СССР, 1975. Т. 3. С. 108–136.
- Кубанин А.А. Мшанки литорали острова Завьялова (Охотское море) // Биол. моря. 1976. No 1. C. 30–35.
- Кубанин А.А. Тип Bryozoa. Предварительный список беспозвоночных животных литорали Дальневосточного государственного морского заповедника // Исследования литорали Дальневосточного морского заповедника и сопредельных районов. Владивосток, 1987. С. 121–122.
- Кубанин А.А. Phyllum Tentaculata, subphyllum Bryozoa // Кусакин О.Г., Иванова М.Б., Цурпало А.П. Список видов животных, растений и грибов литорали дальневосточных морей России. Владивосток: Дальнаука, 1997. С. 119–125.
- Кубанин А.А. Phyllum Bryozoa // Адрианов А.В., Кусакин О.Г. Таксономический каталог биоты залива Петра Великого Японского моря. Владивосток: Дальнаука, 1998. С. 300–306.
- Кубанин А.А., Тарасова Н.А. К фауне мшанок отряда Cheilostomida сублиторали острова Монерон // Бентос шельфа острова Монерон. Владивосток: Изд-во ДВНЦ АН СССР, 1985. С. 102–113
- Кубанин А. А. Мшанки обрастания судов в северо-западной части Японского моря: Автореф. дис. на соиск. учен. степ. канд. биол. наук: (03.00.08). - Владивосток, 1983. - 24 с.
- Кубанин, А. А. Морские мшанки (класс Gymnolaemata) и их участие в обрастании судов в северозападной части Японского моря: Автореф. дис. на соиск. учен. степ. канд. биол. наук: (03.00.08). - Владивосток, 1984. - 23 с.
- Кубанин А.А. 2001. Анализ основных принципов номенклатуры высших таксонов на примере Briozoa. // Палеонтолоический журнал, 35 (2): 157–165.
- Кубанин А.А. Новые виды мшанок   (Gymnolaemata,   Ctenostomata)   Японского моря  //  Зоол. журнал.  1992.  Т. 71, вып. 10. С. 19–31.
- Bagavaeva, E.V., Kubanin, A.A., and Chaplygina, S.F., Role of the Ships in Invasion of Hydrocoles, Polychaetes and Bryozoans into the Sea of Japan, Biol. Morya, 1984, no. 2, pp. 19–26.
- Gorin, A.N., Zvyagintsev, A.Yu., Kubanin, A.A., and Mikhailov, S.R., Some Aspects of the Study of Formation of the Far East Seas, in Ekologiya obrastaniya v severo-zapadnoi chasti Tikhogo okeana (Ecology of Fouling in the Northeastern Pacific), Vladivostok: DVNTs AN SSSR, 1980, pp. 5–16.
- Kubanin, A.A., Bryozoans of Order Cheilostomata of the Peter the Great Gulf, the Sea of Japan, in Obrastaniya v Yaponskom i Okhotskom moryakh (Foulings in the Sea of Japan and Sea of Okhotsk), Vladivostok: DVNTs AN SSSR, 1975, vol. 3, pp. 108–136
- Kubanin, A.A., Species Composition of Bryozoans from Foulings of the Ships with Different Navigation Regime, Biol. Morya, 1977b, no. 6, pp. 64–69.
- Kubanin, A.A., Type Bryozoa. Preliminary List of Animals’ Species Found in Fouling of the Ships in Ports, Shore and Long Voyages in the Far East Basin, in Organizmy obrastaniya dal’nevostochnykh morei (Organisms Found in Fouling of the Far East Seas), Vladivostok: DVNTs AN SSSR, 1981b, pp. 147–150.
- Кубанин А.А. Жизненные формы современных мшанок.- В кн.: Вопр. морфол., терминол., экологии и этапности развития ископ. и совр. мшанок: Тезисы докл. 4 Всесоюзн. коллокв. М.: ПИН АН СССР, 19766, с. 68-73.
- Кубанин А.А. Новый вселенец в Японское море мшанка Conopeum tubigerum (Bryozoa, Cheilostomata). - Зоол. ж., 1977, Т.56, вып.2, с.313-315.
- Кубанин А.А. Географическое распространение мшанок, встречающихся в морском обрастании.- В кн.: Экология обрастания в северо-западной части Тихого океана /Отв. ред. В.А.Кудряшов. Владивосток: ДВНЦ АН СССР, 1980, с.109-140.
- Кубанин А.А. Видовой состав морских мшанок в обрастании.- В. кн.: Обрастание и биокоррозия в водной среде /Отв. ред. О.Г. Резниченко, И.В.Старостин. М.: Наука, 1981, с.18-39.